# Castilleja mcvaughii
Castilleja mcvaughii är en snyltrotsväxtart som beskrevs av Noel Herman Holmgren. Castilleja mcvaughii ingår i släktet målarborstar, och familjen snyltrotsväxter. Inga underarter finns listade i Catalogue of Life.